# هندوانه پردسر
هندوانه پردسر، روستایی است از توابع بخش کوچصفهان شهرستان رشت در استان گیلان ایران.

## جمعیت
این روستا در دهستان کنارسر قرار دارد و براساس سرشماری مرکز آمار ایران در سال ۱۳۸۵، جمعیت آن ۵۷۲ نفر (۱۷۳خانوار) بوده‌است.